# Metrolinje 4 i Paris
Metrolinje 4 i Paris er en undergrundsbane på metronettet i Paris, Frankrig.
Metrolinje 4 går mellem Porte de Clignancourt og Porte d'Orléans. Linjen blev taget i brug i 1908 og er i dag 10,5 km lang.
Linje 4 var den første linje i nord-syd-retning, og af samme grund også den første, der krydsede Seinen. Linjen er lagt således, at den betjener tre af banegårdene i Paris (Gare du Nord, Gare de l'Est og Montparnasse - Bienvenüe) samtidig med, at den undergår Det Franske Akademi.

## Historik
- April 1908: Åbning af den nordlige linjeføring (Porte de Clignancourt-Châtelet)
- Oktober 1908: Åbning af den sydlige linjeføring (Porte d'Orléans-Raspail)
- Januar 1910: Sammenkobling af de to linjer
- Slutningen af 1970: Flytning af den oprindelige stationen Les Halles for at gøre plads til en ny station på forstadsbanens linje C
- 23. marts 2013: Åbning af stationen Mairie de Montrouge udgør den første udvidelse af linjen siden dennes anlæg i 1908.

## Materiel
Linje 4 fik vognsæt af typen MP59 i perioden oktober 1966-juli 1967. Da vogntypen MP89 blev taget i brug på linje 1 i 1990, blev MP59-sættene derfra overført til linje 4, og de oprindelige MP59-sæt på linje 4 overført til linje 11, som derved kunne skrotte de gamle vognsæt af typen MP55.
Hvert togsæt på linje 4 består af seks vogne. Disse er udstyret med gummihjul, som reducerer støjniveauet betragteligt, og som bidrager til en bedre affjedring.

## Andet
- Stationerne Cité og Saint-Michel er konstrueret på en særlig måde, og ligner ikke de øvrige samtidige metrostationer
- Linje 4 korresponderer med samtlige andre metrolinjer (bortset fra linje 3bis og linje 7bis) og samtlige RER-linjer.

## Galleri
- Platform på Cité-stationen
- Skilt på Porte d'Orleans
- Marcadet Poissonniers
- Togsæt MP89 på Denfert-Rochereau
- Gummihjul bidrager til en affjedret rejse

## Eksterne links
- Wikimedia Commons har flere filer relateret til Metrolinje 4